# Cebidichthys violaceus
El abrojo cara de mono (Cebidichthys violaceus) es una especie de pez actinopeterigio marino, la única del género monotípico Cebidichthys de la familia de los esticaeidos.
Capturado para alimentación humana, comúnmente atrapado por un método que utiliza un largo palo de bambú con un cable de alambre muy corto y un gancho cebado.

## Biología
Cuerpo alargado característico de la familia, con una longitud máxima descrita de 76 cm.
Se alimenta principalmente de crustáceos y algas. Respira aire y puede permanecer fuera del agua durante 15-35 horas si se mantiene húmedo. Son ovíparos, depositando los huevos en nidos en grietas, tras lo cual el padre se enrolla sobre los huevos para defenderlos.

## Distribución y hábitat
Se distribuye por aguas del noreste del océano Pacífico, desde la costa de Oregón (Estados Unidos) hasta el centro de Baja California (México). Son peces marinos subtropicales, de comportamiento demersal y no migradores, que habita en un rango de profundidad entre la superficie y un máximo de 24 m, aunque normalmente se encuentra a un metro de la superficie, Común de bajura, en mareas o áreas rocosas poco profundas, puede permanecer fuera del agua bajo rocas o algas marinas.